# Dolmen von Riens
Der rechteckige Dolmen von Riens (französisch Dolmen des Riens – oder Dolmen von Saint-Pierre) liegt etwa einen Kilometer nordöstlich von Mons im Osten des Département Var nahe der Grenze zum Département Alpes-Maritimes in Frankreich. Dolmen ist in Frankreich der Oberbegriff für Megalithanlagen aller Art (siehe: Französische Nomenklatur).
Der Dolmen von Riens wurde 1910 von Mizaël Edouard Edmond de Pas (1866–1941) entdeckt und von Gérard Sauzade 1972 untersucht. Die Kammer hat eine große Endplatte und die Wände der Nord- und Südseite sind auf der gesamten Länge durch Trockenmauerwerk aufgefüllt. Zwei zugearbeitete Orthostaten, die oben durch einen kleinen, flachen Stein auf Abstand gehalten werden, bilden den ovalen Zugang. Der Rundhügel, auf dem die Deckplatte liegt, hat etwa 8,0 m Durchmesser.
Sauzade fand in dem in Resten erhaltenen Gang: Knochenfragmente, Scherben eines Bechers, Pfeilspitzen, drei Eckzähne vom Fuchs, einen durchbohrten Wolfszahn, eine dreieckige Perle aus Grünstein, zwei Scheibenperlen aus Calcit und drei Elemente einer Kette aus Bronze.
Der von den Leuten der Glockenbecherkultur Ende der Bronzezeit nachgenutzte Dolmen wird ins Chalkolithikum datiert.
Die Megalithanlage hat architektonisch große Ähnlichkeit mit dem etwa 60 km entfernten Dolmen von Peycervier. In der Nähe liegt der Dolmen von Peygros.